# 范承勳

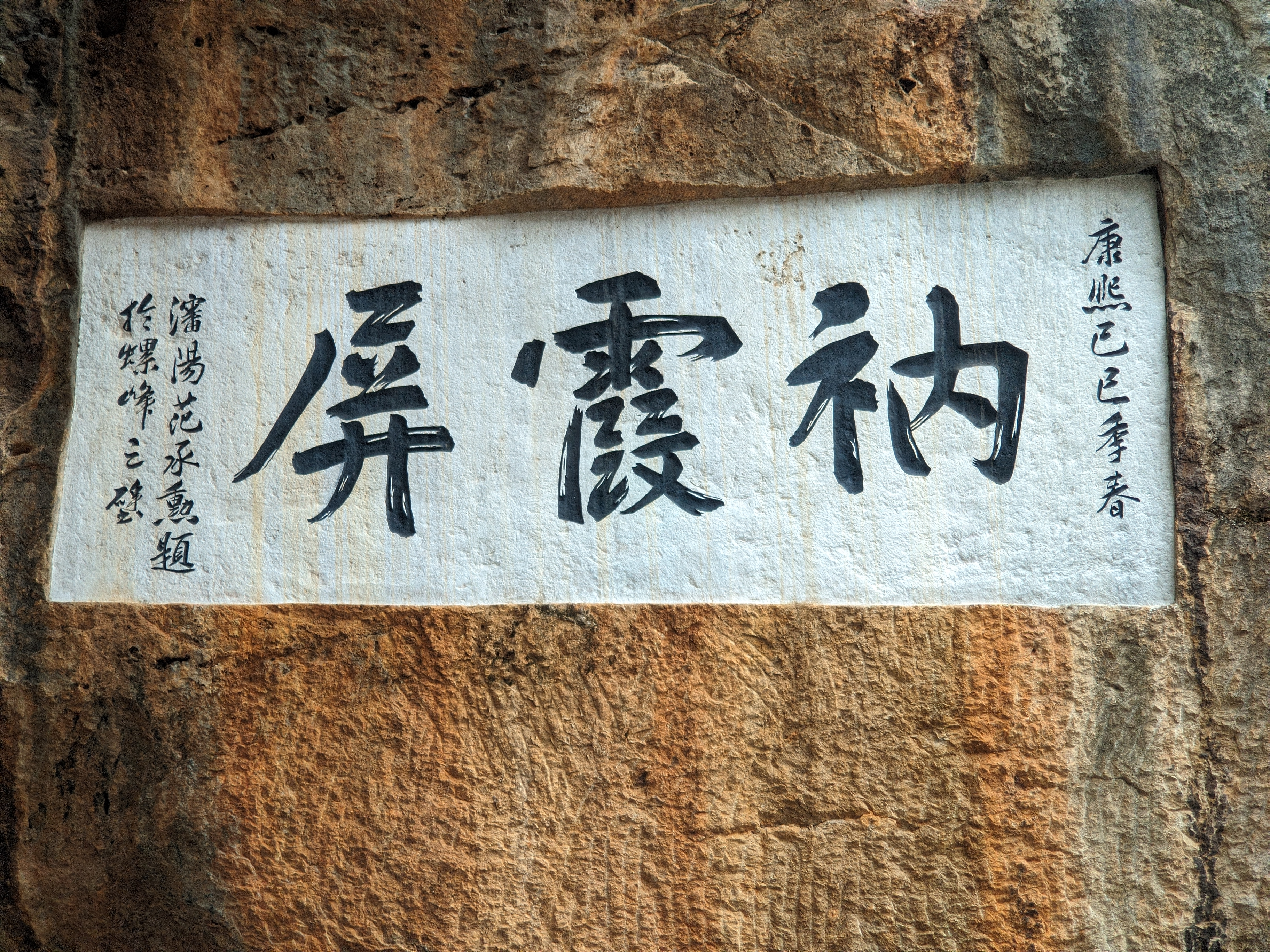
范承勳在昆明圆通寺题写的“衲霞屏”题刻

范承勳（1641年—1714年），字苏公，号眉山，自称九松主人，抚顺人，属汉军镶黄旗。中國清朝官員。清初重臣范文程三子，范承谟之弟。

## 生平
历官御史、郎中等职。康熙二十三年（1684年），举廉吏，擢内阁学士。累迁广西巡抚、康熙二十五年云贵总督、江南江西总督。康熙三十八年（1699年）任兵部尚书，后加太子太保。
其子范時繹官至都統、戶部尚書、工部尚書。
修《鸡足山志》十卷（1692，录入《钦定八旗通志：艺文志》卷120）。